# Simfonia núm. 2 (Weinberg)
La Simfonia núm. 2 per a orquestra de corda, op. 30, fou composta per Mieczysław Weinberg entre el 30 de desembre de 1945 i el 16 de gener de 1946. No es va estrenar fina l'11 de desembre de 1964 a la Gran Sala al Conservatori de Moscou, interpretada per l'Orquestra Simfònica de l'Estat de l'URSS i dirigida per Kurt Sanderling, a qui l'obra està dedicada.

## Moviments
S'estructura en els següents moviments:
- I. Allegro Moderato
- II. Adagio
- III. Allegretto

## Origen i context
Durant els quatre anys posteriors a la seva arribada l'octubre de 1943 a Moscou, Weinberg va crear una sèrie d'obres excepcionals per a conjunts de cambra, com els Quartets de corda núm. 3 a 6. En aquest període també va compondre la Segona Simfonia per a orquestra de corda, una mica més plàcida que els quartets.
Datada el 1946, quan Weinberg tot just començava a brillar sota el patrocini soviètic. La seva Simfonia núm. 2 és una obra lírica, amb suaus dissonàncies que afegeixen desvergonyiment a la música. La va escriure poc després d'assabentar-se que tota la seva família a Polònia havia estat exterminada pels alemanys. No sembla, però, una simfonia programàtica que es pugui vincular a la tràgica biografia del compositor. Malgrat la devastació de la guerra, segons Reilly, «Weinberg va produir una obra melosament i profundament encantadora, i relativament poc pertorbadora».